# アイペット損害保険
アイペット損害保険株式会社（アイペットそんがいほけん）は、東京都に本社を置く損害保険会社。第一生命ホールディングスのグループ会社。犬や猫などの愛玩動物（ペット）向けの損害保険商品を取り扱っている。

## 概要
2004年（平成16年）5月、母体となる「（株）スロー・グループ」を東京・銀座にて設立、同年のうちに共済事業としてのペット共済を開始した。
2008年（平成20年）に社名を「（株）アイペット」に、更に2012年（平成24年）には「アイペット損害保険（株）」に、それぞれ社名変更。これら2度にわたる社名変更が実施された各年のうちに、本社機能の移転を行っている《1度目の社名変更を行った年のうちに千代田区霞が関に、2度目の社名変更を行った年のうちに港区六本木に、それぞれ本社移転》。更に、2度目の社名変更の前年にあたる2011年（平成23年）には、コンサルティングなどを営むドリームインキュベータに買収されている。2018年（平成30年）4月には東証マザーズに上場した。
2020年（令和2年）10月、ペットに関わる各種社会的課題の解決に取り組むことを目的とした戦略的なグループ経営を展開していくため持株会社を設立、これに伴いアイペット損害保険株式会社の株式は2020年（令和2年）9月29日付で上場廃止、2020年（令和2年）10月1日付でアイペットホールディングス株式会社が東証マザーズに上場。なおアイペットホールディングス株式会社は2022年（令和4年）市場区分見直しにてグロース市場を選択、移行している。
2022年（令和4年）アイペットグループは新しいワークスタイルに対応する「多様性のある働き方」を推進する目的で本社機能を豊洲へ移転。
経営理念は「ペットと⼈とが共に健やかに暮らせる社会をつくる」。
ペットだけではなく飼い主も、またペットを飼育している人もそうでない人も、健やかに共存できるような社会の実現を目指している。
2024年（令和6年）6月28日付で、アイペットホールディングスを吸収合併した。

## 沿革
公式ウェブサイト、有価証券報告書より記載。
- 2004年（平成16年）
  - 5月11日 - 白石伸生が「株式会社スロー・グループ」を東京都中央区銀座にて設立[10]。
  - 9月 - アイペットクラブ健康促進共済事業（任意組合）設立、共済事業開始。
- 2006年（平成18年）
  - 6月 - 特定保険業者として関東財務局に届出。
  - 11月 - 青森事務センター稼働開始。
- 2008年（平成20年）
  - 2月 - 社名を「株式会社アイペット」に変更。
  - 3月 - 少額短期保険会社として登録。
  - 4月 - ペット医療費用保険「うちの子」・「うちの子プラス」販売開始。
  - 12月 - 本社を東京都千代田区霞が関に移転。
- 2010年（平成22年）2月 - ペット手術費用保険「うちの子ライト」販売開始。
- 2011年（平成23年）
  - 2月 - （株）ドリームインキュベータにより買収される《子会社化》。
  - 12月 - 保有契約件数10万件突破。
- 2012年（平成24年）
  - 3月30日 - 金融庁より損害保険業免許取得。これに合わせて社名を「アイペット損害保険株式会社」に変更[11]。
  - 5月 - 本社を東京都港区六本木に移転。
- 2014年（平成26年）5月 - 設立10周年を迎える。
- 2015年（平成27年）4月 - 保有契約件数20万件突破。
- 2017年（平成29年）
  - 3月 - 保有契約件数30万件突破[12]。
  - 4月 - 鳥・うさぎ・フェレット向けペット医療費用保険「うちの子キュート」販売開始。
- 2018年（平成30年）
  - 2月末 - 保有契約件数35万件突破。
  - 4月25日 - 東京証券取引所マザーズ市場に株式上場[4]。
  - 11月 - ペット医療費用保険「うちの子キュート」の補償対象ペット拡大。
  - 11月 - 保有契約件数40万件突破[13]。
- 2019年（平成31年、令和元年）
  - 2月 - 第一生命ホールディングス株式会社との業務提携を基本合意。
  - 5月 - 設立15周年を迎える。
  - 5月 - HPフルリニューアル。
  - 6月 - 監査等委員会設置会社へ移行。
  - 8月 - 保有契約件数45万件突破。
  - 9月 - 第一生命営業職員を通じ、ペット保険の提供開始。
- 2020年（令和2年）
  - 3月 - 保有契約件数50万件突破。
  - 6月 - アイペット損保、農園アイペットファーム開園。
  - 8月 - 保有契約者数55万件突破。
  - 10月 - 持株会社体制に移行。株式移転により親会社のアイペットホールディングス株式会社を設立。アイペット損害保険に代わり、アイペットホールディングスが東京証券取引所マザーズ市場へ上場（証券コードは7339）。
  - 10月 - ペッツファースト少額短期保険株式会社を子会社化。
- 2021年（令和3年）
  - 1月 - 保有契約件数60万件突破。
  - 3月 - アイペットホールディングスがペッツオーライ株式会社を完全子会社化。
  - 5月 - 保険料改定を含めた商品改定を実施。[14]
  - 7月 - 保有契約件数65万件突破。
  - 12月 - 保有契約件数70万件突破。
- 2022年（令和4年）
  - 5月 - 本社を東京都江東区豊洲に移転。
  - 10月 - アイペット損害保険がペッツファースト少額短期保険株式会社を吸収合併。
- 2023年（令和5年）
  - 1月17日 - 第一生命ホールディングスが株式公開買付けにより、議決権所有割合ベースで99.23%の株式を取得。ドリームインキュベータは保有全株式を応募し、資本関係がなくなる[15]。
  - 3月1日 - 東京証券取引所グロース市場上場廃止。
  - 3月3日 - 株式売渡請求により第一生命ホールディングスの完全子会社となる[16]。
- 2024年（令和6年）
  - 6月28日 - アイペット損害保険がアイペットホールディングスを吸収合併[17]。

## 保険について

### 特徴（保険金請求）
保険金請求において、ペット保険類では一般的とされている「一旦動物病院窓口で診療費全額を支払った上で請求する」方法（後日精算）も用意されているが、これに加えて、提携する「対応動物病院」の窓口に於いては、契約後に発行される保険証券と共に作成・発行される「保険証」を使用することで、診療費全額から契約プランに応じた補償割合分を差し引いた額の支払いで足りるという「窓口精算」の仕組みが整えられている。この仕組みは、日本国内に於ける人間（ヒト）のための公的医療保険制度と発想を同じくしている。
アイペットでは特に、この「窓口精算」の仕組み自体を指して“アイペット対応動物病院制度”と呼称している。
なお、診療費支払いに於ける「窓口精算」による保険金請求が出来るのは、後記の取扱商品群のうち、通院・手術・入院の全てを補償対象とするものに限られる。

### 取扱商品
現行の約款（2021年5月改定）に基づく、2022年3月時点の取扱商品を以下に列挙する。
うちの子
犬・猫を対象とする、通院・入院・手術の費用について契約プランに応じた割合（50%または70%）で補償するペット保険。
うちの子は全国の対応動物病院で窓口精算が利用できる。
また、後日精算であれば全国の動物病院で利用できる。
犬は12歳以降、猫は9歳以降の保険料は一律（毎年の変更なし）。
うちの子ライト
手術と、手術と連続する入院の費用の補償（90%）に特化したペット保険。前出「うちの子」と同じく犬・猫を対象とする。
うちの子と違い窓口精算は利用できないが、後日精算であれば全国の動物病院で利用できる。
犬は12歳以降、猫は9歳以降の保険料は一律（毎年の変更なし）。
うちの子プラス
満1歳未満の犬・猫を対象とするペット保険。前出「うちの子」と同様に通院・入院・手術をカバーするが、それらの費用に対して、加入1ヶ月目に限り全額を補償、2ヶ月目以降は前出「うちの子」と同様の補償内容としている。ペットショップ代理店店頭限定。
うちの子キュート
小動物向けペット保険。前出「うちの子」と同様に通院・手術・入院をカバーするが、補償割合について70％・50％・30％の3通りのプランを用意している。ペットショップ代理店店頭限定。（補償対象動物：鳥・うさぎ・フェレット・ハリネズミ・モモンガ・リス・プレーリードッグ・ハムスター・デグー・チンチラ・ネズミ・モルモット・トカゲ・カメレオン・イグアナ・カメなど）
なお加入年齢の上限は、保険期間の初日基準で、犬・猫は「満12歳11ヶ月」、うちの子キュート補償対象動物は「満1歳11ヶ月」となっている。。

## その他

### 広告
一部エリアでテレビCMが放送されており、関根麻里が出演していた。
2017年10月より乃木坂46がイメージキャラに就任し、一部エリアでのテレビCM放送や特設サイトおよびSNSでのプロモーションを行っている。

### 公式Webサイトのユーザビリティ調査
トライベック・ストラテジーが2017年8月上旬から下旬にかけて実施した、ペット保険商品を取り扱う損害保険会社4社各々が開設する公式Webサイトを対象とするWebユーザビリティ調査で、アイペットが当該調査に於ける総合ランキングのトップに輝いた。
この調査は、調査主体であるトライベック・ストラテジーが、同社のグループ子会社、トライベック・ブランド戦略研究所のユーザビリティ診断プログラムを利用して実施したもので、「アクセス性（快適にアクセスして貰えているか）」、「サイト全体の明快性（サイトの内容を瞬時に伝えられているか）」、「ナビゲーションの使いやすさ（サイト内を快適に移動できているか）」、「コンテンツの適切性（無意味なコンテンツで負荷をかけていないか、また読みにくくなっていないか）」、「ヘルプ・安全性（ユーザが抱える疑問・問題を適切に解決出来るか、また安心して利用出来ているか）」の5評価軸について100点満点で採点している。
総合得点で81.82点をマークしてトップに輝いたアイペットは、評価軸毎の採点で、68.65点だった「アクセス性」を除く4つの評価軸に於いて80点以上のスコアをたたき出していた。

5つ設定された評価軸のうち、「アクセス性」と「ヘルプ・安全性」の2評価軸でトップだった。中でも「ヘルプ・安全性」では、企業公式サイトを訪問してから最初にとる重要なアクションとなり得る「資料請求」や「見積もり」等に対して用意される各種フォームについて、初心者にも使い易く、安心して利用できる点が高く評価された。

一方で、「サイト全体の明快性」と「ナビゲーションの使いやすさ」の2評価軸では第2位、「コンテンツの適切性」では第3位という結果だった。
この調査の結果を、同じくトライベック・ストラテジーが「総合電機・エレクトロニクス」、「精密機器・電子部品」、「IT・情報通信」など15業界の主要企業計150社を対象に実施した「Webユーザビリティランキング2016＜企業サイト編＞」の調査結果と照らし合わせたところ、アイペットは20位相当だったという。

### ペットの防災（FOR AOMORI）[35]
突然の災害が起きた際のペットを守るための情報や、同社事業所のある青森県でペットと一緒に避難できるマップなどが公開されている。（同社と青森県は動物愛護に関する連携協定を締結）